# The Kiss (film fra 1916)
 For alternative betydninger, se The Kiss. (Se også artikler, som begynder med The Kiss)
The Kiss er en amerikansk stumfilm fra 1916 af Dell Henderson.

## Medvirkende
- Owen Moore som Jean-Marie
- Marguerite Courtot som Luise
- Kate Lester som Van Vechten
- Virginia Hammond som Mrs. Jack Van Vechten
- Adolphe Menjou som Pennington